# Georg Friedrich von Amstel
Georg Friedrich von Amstel (* 10. Januar 1690; † 6. Mai 1757 in der Schlacht bei  Prag) war ein preußischer Generalmajor, Kommandant der Festung Stettin sowie Amtshauptmann von Grüningen.

## Leben

### Herkunft
Seine Eltern waren der Oberst Heinrich von Amstel und dessen Ehefrau, eine geborene von Königseck.

### Militärkarriere
1707 wurde er Unteroffizier im Regiment „Dönhoff“, wo auch sein Vater diente, 1709 Fähnrich und am 1. Oktober 1711 Sekondeleutnant. Während des Pommernfeldzuges 1715 gehörte er zu den preußischen Truppen bei der Belagerung von Stralsund und der Einnahme der Insel Rügen. Nach dem Krieg war er drei Jahre Werber für die preußische Armee. Am 3. September 1718 wurde er zum Premierleutnant befördert, am 12. August 1723 wurde er Stabskapitän und 1728 erhielt er seine eigene Kompanie.
1734 nahm er am Rheinfeldzug teil. Nach dem Friedensschluss von 1737 wurde er zum Major befördert. Er diente im Regiment des Generals Röder und wurde 1740 nach Schlesien verlegt. Am 1. Mai 1741 wurde er Oberstleutnant und konnte sich am 17. Mai 1742 in der Schlacht bei Chotusitz bewähren. Im Zweiten Schlesischen Krieg kämpfte er in Böhmen, war bei der Belagerung von Prag dabei und kämpfte am 4. Juni 1745 in der Schlacht bei Hohenfriedberg. Am 20. Juni wurde er Oberst im Regiment „Schlichting“ und kämpfte mit diesem in der Schlacht bei Soor und in der Schlacht bei Hennersdorf. Für seine Tapferkeit in Soor erhielt er den Orden Pour le Mérite.
Am 14. September 1753 wurde er zum Generalmajor befördert und kommandierte noch einige Zeit das Regiment Kaunitz. Am 1. Juli 1754 übernahm er sein eigenes Regiment, das Infanterieregiment Nr. 8. Am 7. Juli 1754 wurde er Nachfolger des Generals Hans Otto von Treskow als Kommandant der Festung Stettin. 1756 wurde er mit seinem Regiment nach Sachsen verlegt. Am 6. Mai 1757 kämpfte er in der Schlacht bei Prag, als ihn eine Kartätschenkugel tödlich verwundete.

### Familie
Amstel war seit 1723 mit Elisabeth Eleonara von der Gröben verheiratet. Das Paar hatte sieben Kinder, von denen drei jung starben. Die übrigen waren:
- Georg Heinrich (* 1725; † 30. August 1757 in der Schlacht bei Groß-Jägersdorf), preußischer Leutnant im Regiment „Caniz“
- Otto Friedrich (* 1728; † 6. Mai 1768), mit ihm ist das Geschlecht der von Amstel erloschen, ⚭ Marie Eleonore von Stollhofen, Tochter von Martin Friedrich von Stollhofen
- Charlotte Elisabeth († 12. April 1802) ⚭ Detlef von Vietinghoff, preußischer Generalmajor
- eine Tochter verheiratet mit einem Major von Lehwald